# هاربور هیلز (اوهایو)
هاربور هیلز (به انگلیسی: Harbor Hills) یک منطقهٔ مسکونی در ایالات متحده آمریکا است که در Licking County واقع شده‌است. هاربور هیلز ۸٫۹ کیلومتر مربع مساحت و ۱٬۳۰۳ نفر جمعیت دارد و ۲۸۳ متر بالاتر از سطح دریا واقع شده‌است.